# Chancellerie américaine de Colombo
 (avril 2021).
Si vous disposez d'ouvrages ou d'articles de référence ou si vous connaissez des sites web de qualité traitant du thème abordé ici, merci de compléter l'article en donnant les références utiles à sa vérifiabilité et en les liant à la section « Notes et références ».
L'ancienne chancellerie américaine de Colombo (en anglais : American Center) se situe à Colombo au Sri Lanka. Le bâtiment sert actuellement de bureau pour l'Agence des États-Unis pour le développement international.

## Histoire
Le bâtiment a été initialement construit par J. H. Meedeniya Adigar, qui l'a nommé Rickman House. Il a été la résidence de D. R. Wijewardena (le fondateur du groupe de journaux Lake House), qui a épousé Alice, la fille aînée de Meedeniya,. La propriété est relativement unique car son titre foncier, sous l'ancien acte néerlandais original, s'étend jusqu'à l'océan, ce qui en fait l'un des rares cas de ce type à Colombo.
En 1903, le bâtiment a été acheté par la mère de Wijewardena, Helena, qui a ensuite démoli la résidence existante et construit une nouvelle demeure, Sri Ramya. La nouvelle demeure a été conçue par Herbert Henry Reid. Wijewardena a occupé la résidence jusqu'à sa mort en 1940. En mai 1934, le poète indien Rabindranath Tagore et le peintre indien Nandalal Bose ont séjourné dans la maison pendant quinze jours, lorsque Tagore a amené une troupe de danseurs bengalis à Ceylan.
En 1951, le bâtiment a été acheté par le gouvernement des États-Unis pour servir de chancellerie à son Ambassade au Sri Lanka. Il a rempli cette fonction jusqu'à ce que l'ambassade des États-Unis déménage dans de nouveaux locaux en 1984, et le bâtiment a été transféré à USAid pour être utilisé comme bureaux,.